# Littorina pintado
Littorina pintado är en snäckart. Littorina pintado ingår i släktet Littorina och familjen strandsnäckor. Inga underarter finns listade i Catalogue of Life.